# Jacobus Anthonie Meessen
Jacobus Anthonie Meessen (Utrecht, 5 december 1836 – Opsterland, 14 november 1885) was een Nederlandse fotograaf. Hij maakte tussen 1864 en 1870 meer dan 250 portretten en landschapsfoto's van Nederlands-Indië (het huidige Indonesië). Meessen werd in Utrecht geboren als de zoon van een timmerman en bedreef in Indië het vak van zijn vader. Hij keerde terug naar Nederland om in het begin van de jaren 1860 te trouwen, maar reisde in 1864 weer af naar de kolonie om het land en zijn bevolking te documenteren. Zijn werk concentreerde zich vooral in Batavia (het huidige Jakarta), Java, Padang en Sumatra, maar hij fotografeerde ook Banka, Billiton, Borneo en Nias.
Toen Meessen in 1870 terugkeerde naar Nederland ging hij een kort partnerschap aan met Abraham Vermeulen en begon zijn foto's te verspreiden. Een select aantal afbeeldingen werd in 1871 in een uitbundig versierd album aan Koning Willem III geschonken. Andere werden door De Bussy in 1875 in Parijs en Amsterdam tentoongesteld. In zijn laatste levensjaren werkte Meessen vooral als architect. Verzamelingen van zijn albuminepapieren, waarvan sommige met de hand gekleurd of geannoteerd zijn, zijn in het bezit van vier Nederlandse instituten.

## Biografie
Meessen werd op 5 december 1836 in Utrecht geboren als zoon van de timmerman Hermanus Johannes Meessen en diens vrouw Megteld Legué. De jonge Meessen vertrok in 1858 naar Batavia (het huidige Jakarta), de hoofdstad van Nederlands-Indië, waar hij werkte als timmerman. Vanaf 1860 woonde hij in het Purbalingga-regentschap. Twee jaar later keerde hij terug naar Nederland, waar hij werkte als inspecteur voor het Bureau voor den Waterstaat. Op 11 december 1862 trouwde hij met Johanna Alida (Jansje) Steenbeek in Utrecht, en het stel woonde twee jaar in diezelfde stad. Uit hun huwelijk kwamen drie dochters voort, geboren in 1865, 1866 en 1869. De eerste, Antonia, stierf als baby.

### Fotografie

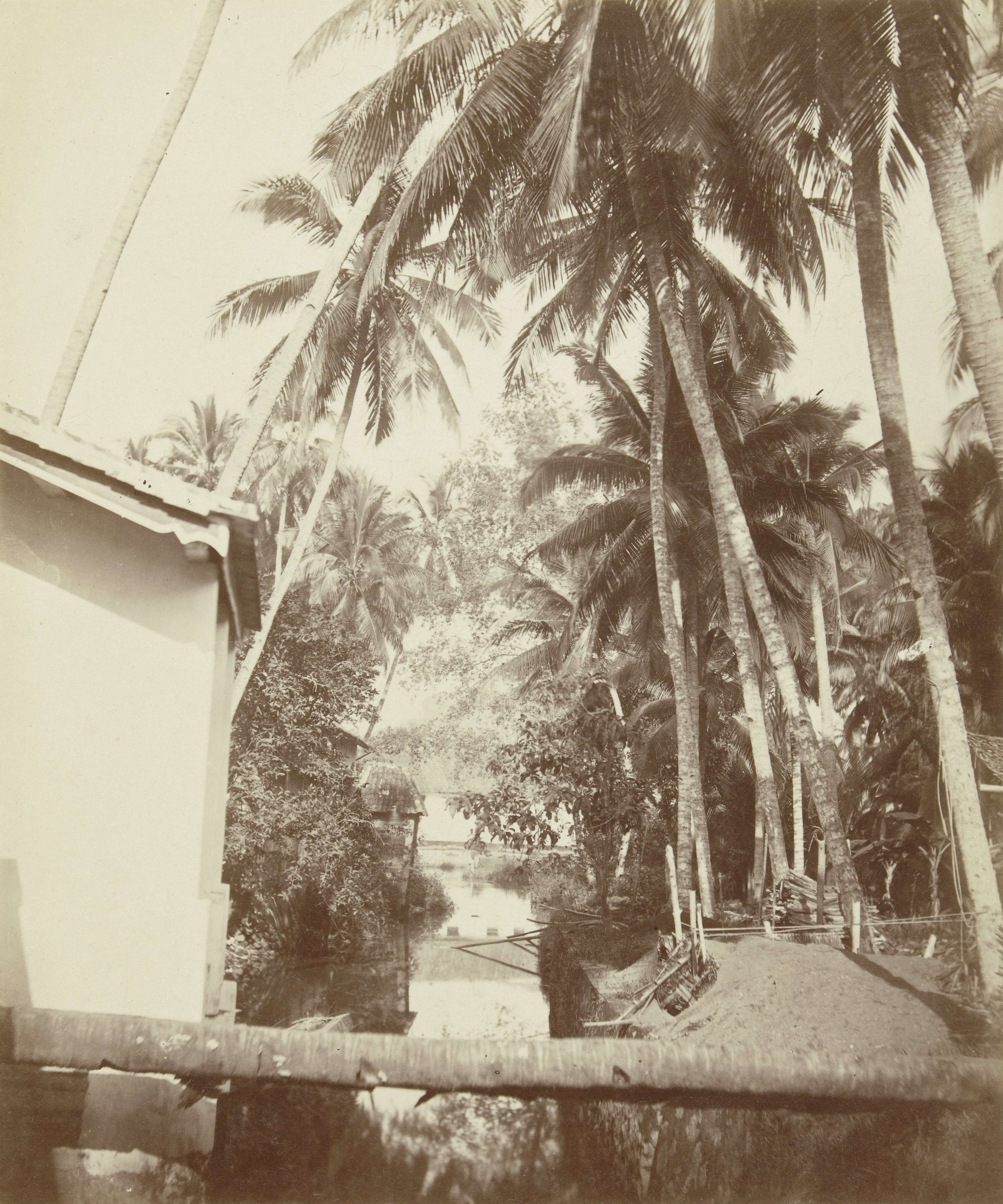
Kali Mati, Padang, Sumatra, gefotografeerd door Meessen.

Meessen en zijn vrouw vertrokken in 1864 naar Batavia, waar Meessen in 1867 een fotostudio oprichtte. Hij was een van de weinige fotografen in het Nederlands-Indië van de jaren 1860; tijdgenoten Isidore van Kinsbergen, Adolph Schaefer, en het bedrijf Woodbury & Page (bestuurd door Walter B. Woodbury en James Page) waren tevens actief. Meessen hoopte uiteindelijk afbeeldingen te produceren van de diverse landschappen en volkeren van Indië. Van mei tot augustus was hij in Sumatra: eerst in Padang en later in de Minang-hooglanden. Daar bood hij zijn fotografiediensten aan, waaronder dubbel- en familieportretten. Nadat hij was teruggekeerd naar Batavia opende hij nog een fotostudio, waar hij portretten en landschapsfoto's verkocht.
Drie maanden later verkochten Jacobus en Johanna hun bezittingen en verhuisden naar Padang, waar de Meessens een fotostudio oprichtten. In hun biografie van de fotograaf suggereren Mattie Boom en Steven Wachlin dat dit waarschijnlijk een financiële overweging was, aangezien Meessen wellicht niet kon concurreren met Woodbury & Page in Batavia. In november van 1868 begon Jacobus met de verkoop van zijn eerste album, getiteld Sumatra's Westkust. Het album was gebonden in marokijn en bevatte meer dan 60 landschapsfoto's van Padang en de omliggende steden (waaronder Padang Panjang en Fort de Kock). Vanaf juni 1869 bood zijn fotostudio workshops en afbeeldingen van noord Sumatra en Nias aan.
Meesens fotografische ondernemingen – en de resulterende albums – kostten ongeveer 34.000 Nederlands-Indische gulden, waaronder camera-uitrusting (hoewel het niet bekend is welke modellen hij gebruikte), chemicaliën, transport en accommodatie. Meessen werkte gedurende zijn verblijf in Nederlands-Indië altijd alleen en legde het landschap en het volk van de kolonie vast op albuminepapier. Tijdens zijn etnografische fotografie van de inboorlingen moest Meessen hardnekkig bijgeloof overwinnen. Volgens het Bataviaasch Handelsblad gold dat "het fanatieke bijgeloof het portretteren van mensen buiten Java bijna onmogelijk maakte". Anderen waren enthousiaster, waaronder de dorpelingen van Nias: "Bij aankomst loste ik enkele schoten en hees de Nederlandse vlag. Spoedig kwamen de dorpelingen me tegemoet en vroegen wat ik wilde. Toen ik hun dit vertelde, beloofden ze mij hulp bij het transporteren van mijn goederen, en de volgende ochtend om 5 uur stonden er 60 krijgers op mij te wachten op het strand."

### Terugkeer naar Nederland

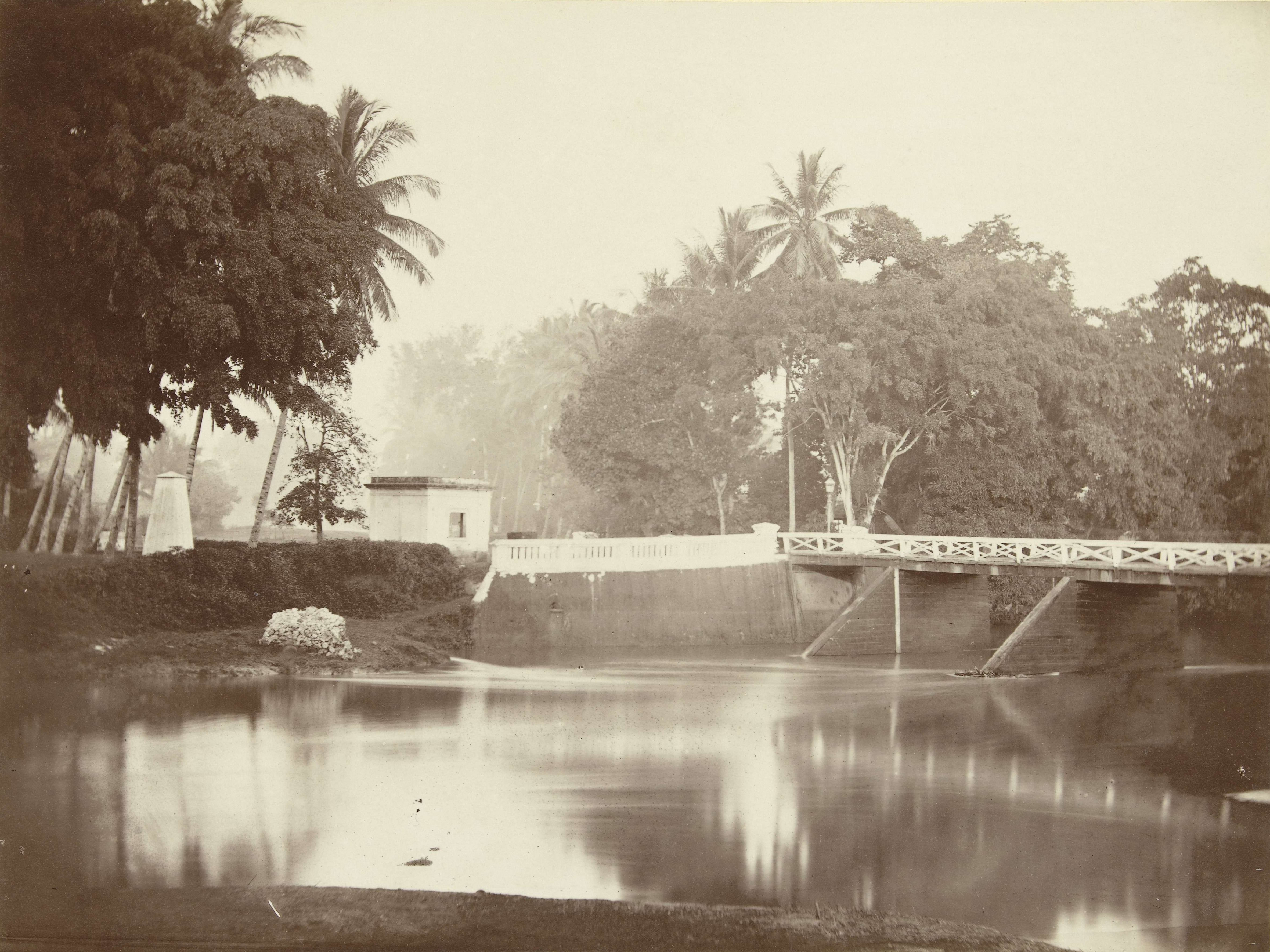
Ciliwung, Batavia, gefotografeerd door Meessen. Na zijn terugkomst in Nederland verhandelde hij de foto's die hij had gemaakt in Nederlands-Indië.

In juni van 1869 keerden Meessen en zijn vrouw terug naar Batavia en het jaar daarna verhuisden zij naar Utrecht. Daar ging Meessen laat 1870 een partnerschap aan met Abraham Adrianus Vermeulen om een nieuwe fotostudio te openen, genaamd A. A. Vermeulen & Co. Ze tekenden een contract voor vijf jaar, maar de samenwerking stortte in maart van 1873 in. Boom en Wachlin suggereren dat Vermeulen – vooral bekend om zijn portretten – geïnteresseerd was in het uitbreiden van zijn oeuvre met landschappen, terwijl Meessen een plek nodig had om zijn afbeeldingen uit Indië te drukken en te verkopen. Hierdoor was Meessen in februari van 1871 in staat om een album van zijn beste foto's uit Java en Sumatra aan Koning Willem III te schenken. Dit album van 153 afbeeldingen was uitbundig versierd met zilver en goud, en toonde de namen van Java, Sumatra, Borneo en Nias in de hoeken van het voorplat. In het midden werden Nederlandse en Bataafse wapens omringd door zilveren kokospalmen en bananenbomen.
De volgende paar jaar ging Meessen door met de verkoop van zijn afbeeldingen uit Indië. In 1875 publiceerde hij een collectie van 250 foto's – waarvan 175 landschappen en 75 portretten – via de Amsterdamse uitgever De Bussy; deze collectie werd een Verzameling Fotografien van Nederlandsch Indië genoemd en werd voor een prijs van 225 gulden verkocht in een doos van walnoot. Bij de Exposition Géographique in Parijs in 1875 stelde hij deze afbeeldingen met veel succes tentoon. In een recensie noemde het Bataviaasch Handelsblad de onderneming om Indië te documenteren lovenswaardig en sprak de hoop uit dat ook foto's van dieren gemaakt zouden kunnen worden. In 1883 stelde Meessen zijn werken nogmaals tentoon, ditmaal op de Internationale Koloniale en Uitvoerhandel Tentoonstelling in Amsterdam. Waarschijnlijk heeft hij echter uiteindelijk geen winst gemaakt op zijn investering.
In de laatste jaren van zijn leven reisde van plaats tot plaats en bracht onder andere tijd door in Gorredijk en andere delen van Opsterland in Friesland. Hij werkte als bouwopzichter en later als gemeentelijk architect. Een van zijn projecten in deze functie was een basisschool aan de Zuid-West Dubbelestraat te Gorredijk, een neogotisch gebouw – mogelijk geïnspireerd door soortgelijke scholen in Raamsdonksveer en Amsterdam – gebouwd om een oudere school te vervangen die was gesloopt. Meessen stierf in Opsterland op 14 november 1885, drie dagen nadat hij een ziekte had opgelopen. De onafgemaakte school werd voltooid door Hidde Petrus Nicolaas Halbertsma.

## Stijl en nalatenschap

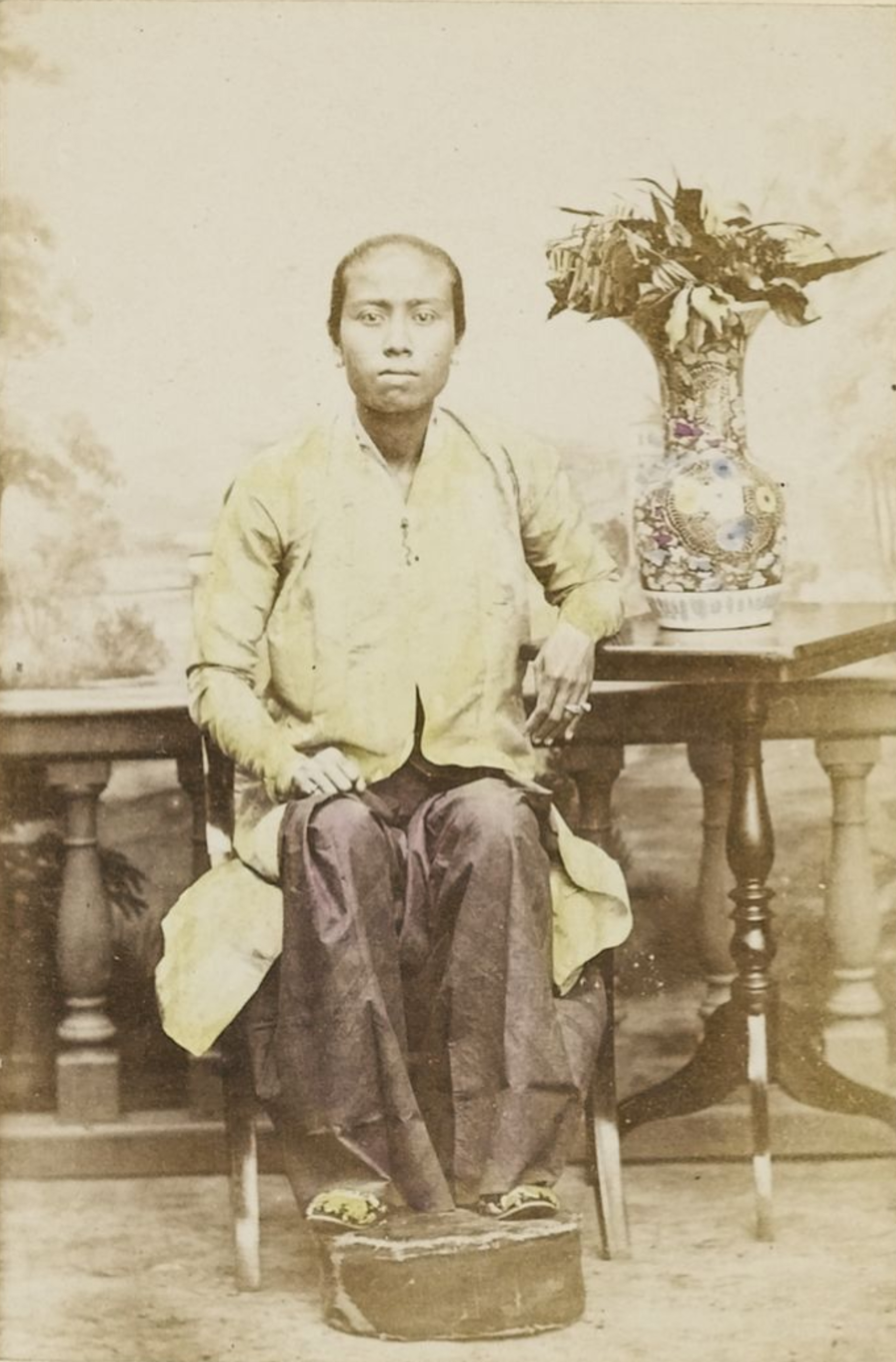
Handgekleurde foto van een njai door Meessen, 1867. Hij beschrijft de concubines als een "noodzakelijk kwaad".

In een recensie van Meessens fotografie schrijven Boom en Wachlin dat zijn Javaanse afbeeldingen zijn beste foto's zijn en dat die van andere eilanden variëren in kwaliteit. Ze merken aanzienlijk detail in zijn stadsgezichten op. Hij koos gebouwen die populair waren onder andere fotografen, waaronder Paleis te Rijswijk en de woning van Sarief Bastaman Saleh. Veel van zijn studioportretten lijken puur commercieel, waardoor Boom en Wachlin vermoeden dat deze bedoeld waren om Meessens landschapsfotografie te financieren. Sommige afbeeldingen, waaronder vooral portretten, waren handgekleurd.
Meessens foto's uit het album dat hij aan Koning Willem III schonk worden bewaard in de Koninklijke Bibliotheek in Den Haag. Dit album bevat een reisbeschrijving van Meessens fotografie en afbeeldingen van zes eilanden (Java, Sumatra, Banka, Billiton, Borneo en Nias) en diverse etnische groepen, waaronder de Javanen, Chinezen, Dajaks en Maleiers. Hij geeft commentaar bij een aantal afbeeldingen van mensen, en schrijft bij een foto van njai (concubines): "[Ze zijn] een noodzakelijk kwaad voor het leger. Ze behouden binnen en buiten de kazerne de discipline en zijn op zeereizen van onschatbare waarde."
Een tweetal foto's, een van de rivier Ciliwung in Batavia en een tweede van Kali Mati in Padang, zijn in het bezit van het Rijksmuseum in Amsterdam. Het Koninklijk Instituut voor Taal-, Land- en Volkenkunde bezit een kopie van de De Bussy publicatie en de Universiteitsbibliotheek Leiden bezit 281 afdrukken, waarvan zeven van onbekende herkomst, die in 1891 aan het Koninklijk Nederlands Aardrijkskundig Genootschap gedoneerd waren door Pieter Johannes Veth. De vier bestaande verzamelingen van Meessens werk zijn aanzienlijk kleiner in aantal dan die van tijdgenoten zoals Woodbury & Page, en zijn oeuvre is nauwelijks onderzocht of verzameld.